# Doença de Crohn da vulva
A doença de Crohn da vulva é uma condição extra-intestinal rara, com lesões cutâneas granulomatosas que afetam a genitália feminina. As lesões conectadas ao intestino afetado por meio de um tecido saudável são chamadas de lesões metastáticas.